# Matthew Immers
Matthew Immers (Leidschendam, 13 november 2000) is een Nederlands beachvolleybalspeler die als verdediger speelt.

## Carrière
Immers begon in 2014 met beachvolleyballen en maakte in 2018 zijn debuut in de Eredivisie. Hij nam met verschillende partners – Mees Blom, Yorick de Groot, Rik Damen en Michiel Ahyi – deel aan vijf toernooien in de Nederlandse competitie en behaalde daarbij vier derde plaatsen (Vlissingen, Zutphen, Zaanstad en Vrouwenpolder). Met Blom debuteerde hij in Aalsmeer bovendien in de FIVB World Tour en met Ahyi deed hij mee aan de nationale kampioenschappen in Scheveningen. Met De Groot bereikte Immers de kwartfinale van de Europese kampioenschappen onder de 20 in Anapa en won hij de zilveren medaille bij de Olympische Jeugdspelen in Buenos Aires achter het Zweedse duo David Åhman en Jonatan Hellvig. Het jaar daarop speelde Immers afwisselend met De Groot, Joris Berkhout en Stef Hofman in totaal acht toernooien in de Eredivisie en met Daan Spijkers eindigde hij op een gedeelde zevende plaats bij de NK. Met De Groot won hij in Göteborg bovendien de Europese titel onder de 20 ten koste van de Duitsers Benedikt Sagstetter en Rudy Schneider.
In 2020 vormde Immers een team met Leon Luini. In de binnenlandse competitie werden ze onder meer tweede in Utrecht en derde in Almelo. Bij het NK eindigden ze op een gedeelde vijfde plaats en bij het FIVB-toernooi van Montpellier behaalden ze een derde plaats. Met Alexander Brouwer behaalde hij verder een derde plaats bij het toernooi van Zaandam. Het jaar daarop eindigden Immers en Luini als vijfde bij de Europese kampioenschappen onder 22 in Baden. Gedurende de rest van het seizoen boekte Immers met Ruben Penninga twee overwinningen in de Eredivisie (Groningen en Almelo). Bij het World Tour-toernooi van Apeldoorn werden ze tweede. In het begin van 2022 vormde Immers een team met Mart van Werkhoven. In het internationale circuit namen ze deel aan vier toernooien met een derde plaats bij het Future-toernooi van Madrid als beste resultaat. Daarna nam Immers met Stefan Boermans deel aan de wereldkampioenschappen in Rome als vervanger voor De Groot die geblesseerd was. Immers en Boermans bereikten de zestiende finale waar ze werden uitgeschakeld door de latere kampioenen Anders Mol en Christian Sørum uit Noorwegen. 
Immers bleef de rest van het internationale seizoen aan de zijde van Boermans volleyballen. Het duo deed mee aan zes toernooien in de Beach Pro Tour en kwam daarbij tot een overwinning (Agadir), een vierde plaats (Hamburg) en een vijfde plaats (Parijs). Bij de Europese kampioenschappen in München verloren ze in de tussenronde van de Spanjaarden Pablo Herrera en Adrián Gavira. In december 2022 eindigde Immers met Erik Nijland als derde bij het Future-toernooi van Den Haag.
Begin 2023 werd bekendgemaakt dat Immers samen met, talent uit Jong Oranje, Yannick Verberne zou samen spelen. Tevens door een blessure bij Christiaan Varenhorst is hij in maart dat jaar samen met Steven van de Velde afgereisd naar Brazilië, waar het 'gelegenheids duo' uit kwam op 2 challenge toernooien (9e plaats in Itapema en 5e plaats in Saquarema) en één Elite 16 toernooi in Uberlandia (4e plaats). Na deze successen hebben zij besloten samen te spelen voor plaatsing in Parijs 2024. Op het Europees kampioenschap in Wenen werd het duo 5e. Op het wereldkampioenschap in Tlaxcala behaalde zij een 9e plaats, nadat ze net te kort kwamen tegen trainingsmaatjes Boermans/De Groot. In november reisde het duo nog af naar Chiang Mai, voor een challengetoernooi. In de week van Matthew zijn verjaardag leden ze maar één setverlies, waardoor zij de gouden medaille pakte in Thailand.
In 2024 deed hij opnieuw met Steven van de Velde mee aan de Olympische Spelen. Dit genereerde veel ophef vanwege Van de Veldes achtergrond als zedendelinquent. Op de Olympische Spelen werden ze bij de laatste 16 uitgeschakeld. Twee weken later won het duo brons op het Europees kampioenschap in Nederland.

## Palmares
Kampioenschappen
- 2018:  Olympische Jeugdspelen
- 2019:  EK U20
- 2024: 9e Olympische Spelen
- 2024:  EK

FIVB World Tour
- 2020:  1* Montpellier
- 2021:  1* Apeldoorn

Beach Pro Tour
- 2022:  Madrid Future
- 2022:  Agadir Challenge
- 2022:  Den Haag Future
- 2023:  Chiang Mai Challenge